# 토크클럽 배우들
《토크클럽 배우들》은 2013년 1월 14일부터 2013년 3월 4일까지 문화방송에서 방영되는 텔레비전 프로그램이다.

## 토크클럽 배우들 역사
- 《놀러와》의 후속 프로그램이기도 하며 대한민국의 여자 배우들이 출연하여 어디서도 볼 수 없는 배우들만의 진솔한 이야기를 토대로 진행되었다. 그러나, 스토리텔링의 부재-주연이 없는 토크 방식-엉성하고 진부한 형식 등 여러 이유 때문에[1] 시청률 부진을 면치 못하여 2013년 3월 4일 방송분을 끝으로 막을 내렸으며, MBC는 그 이후 한동안 시사-교양 프로그램으로 꾸며왔다가 토요일에 방영된[2] 《오빠생각》을 2017년 7월 31일부터 이동 편성했는데 《토크클럽 배우들》 공동 MC 중의 하나인 예지원은 2002년 SBS 《토요일이 온다》'고향에 가자'[3]에서 같은 해 봄 개편 때 그만둔 후 해당 프로그램을 통해 예능 진행자 활동을 재개했고 《토크클럽 배우들》공동 MC 중의 하나인 황신혜는 1998년 iTV 《3일간의 사랑》에서 도중하차한 뒤 해당 프로그램으로 예능 진행자 활동을 재개했으나 메이저 방송국으로 치자면 1997년 종영된 같은 채널 《토요일 토요일은 즐거워》이후[4] 16년 만이었으며 해당 프로그램과 비슷한 형식(여자 연예인만 진행을 맡음)인 HBS <토크쇼 세여자>를 1997년 4월 14일부터 강부자 정은아와 공동 MC를 맡았지만[5] 영화 《죽이는 이야기》촬영 스케줄과 맞물려 4달 만에 도중하차했다.

## 방송 시간
| 방송 채널 | 방송 기간                        | 방송 시간                | 비고                  |
| --------- | -------------------------------- | ------------------------ | --------------------- |
| MBC TV    | 2013년 1월 14일 ~ 2013년 3월 4일 | 매주 월요일 밤 11시 15분 | "놀러와" 폐지 후 신설 |

## 출연자

### 메인 MC
- 정준하
- 황신혜
- 심혜진
- 예지원
- 송선미
- 고수희
- 신소율
- 고은아
- 민지
- 박철민

### 패널
- 존 박

## 시청률
- AGB닐슨 미디어 리서치에서 공개한 표를 바탕으로 작성한 시청률이다. 빨간색 글씨는 최고 시청률, 파란색 글씨는 최저 시청률을 나타낸다.

| 2013년 | 2013년   | 2013년              | 2013년 |
| 회차   | 방송일   | 시청률              | 시청률 |
| 회차   | 방송일   | AGB닐슨 전국 시청률 |        |
| ------ | -------- | ------------------- | ------ |
| 제1회  | 1월 14일 | 4.1%                |        |
| 제2회  | 1월 21일 | 2.3%                |        |
| 제3회  | 1월 28일 | 4.7%                |        |
| 제4회  | 2월 4일  | 4.4%                |        |
| 제5회  | 2월 18일 | 3.2%                |        |
| 제6회  | 2월 25일 | 2.4%                |        |
| 제7회  | 3월 4일  | 3.9%                |        |

## 결방
- 2013년 2월 11일 - 설 특선영화 내 아내의 모든 것 편성

## 동시간대 지역프로그램
- 춘천MBC, 원주MBC, 충주MBC, 부산MBC, MBC경남 진주, 전주MBC, 목포MBC, 여수MBC는 자체편성없이 토크클럽 배우들을 그대로 내보낸다.

| 프로그램                        | 지역                               | 방송국  | 진행자         |
| ------------------------------- | ---------------------------------- | ------- | -------------- |
| TV 메디컬 약손                  | 대구광역시·경상북도 중남부         | 대구MBC | 지동춘, 조수희 |
| 살맛나는 세상                   | 광주광역시·전라남도 중북부         | 광주MBC |                |
| 살맛나는 세상                   | 울산광역시                         | 울산MBC |                |
| 살맛나는 세상                   | 대전광역시·세종특별자치시·충청남도 | 대전MBC |                |
| 문화콘서트 난장                 | 충청북도 중부                      | 청주MBC |                |
| 문화콘서트 난장                 | 경상북도 동해안                    | 포항MBC |                |
| 강릉MBC 특집토론,특집다큐멘터리 | 강릉시                             | 강릉MBC |                |
| 삼척MBC 기획토론,특집다큐멘터리 | 삼척시                             | 삼척MBC | 김상호         |
| 휴먼다큐 제주인                 | 제주특별자치도                     | 제주MBC |                |